# Canton de Gournay-en-Bray
Pour l'ancienne communauté de communes, voir CC du canton de Gournay-en-Bray
Le canton de Gournay-en-Bray est une circonscription électorale française du département de Seine-Maritime et de la région Normandie.
À la suite du redécoupage cantonal de 2014, les limites territoriales du canton sont remaniées. Le nombre de communes du canton passe de 16 à 67.

## Géographie
Canton organisé autour de Gournay-en-Bray dans l'arrondissement de Dieppe. Altitude allant de 77 m (Neuf-Marché) à 229 m (Avesnes-en-Bray) (moyenne 139 m).

## Histoire
- De 1833 à 1848, les cantons d'Argueil et de Gournay avaient le même conseiller général. Le nombre de conseillers généraux était limité à 30 par département.

- Par décret du 27 février 2014, le nombre de cantons du département est divisé par deux, avec mise en application aux élections départementales de mars 2015. Le canton de Gournay-en-Bray est conservé et s'agrandit. Il passe de 16 à 67 communes[2].

## Représentation

### Conseillers généraux de 1833 à 2015
| Période          | Période                | Identité                                            | Étiquette          | Qualité |
| ---------------- | ---------------------- | --------------------------------------------------- | ------------------ | --- |
| 1833             | 1840 (décès)           | Vicomte Charles Certain de Bellozanne (1795-1840)   |                    | Maire de Brémontier-Merval |
| 1840             | 1848                   | Jacques André Joseph Binet                          |                    | Musicien puis militaire Propriétaire à Dampierre, maire de Brémontier, conseiller d'arrondissement                                                                                               |
| 1848             | 1871                   | Théobald Aimé Florent Dubois d'Ernemont (1810-1877) | Bonapartiste       | Propriétaire Maire d'Ernemont-la-Villette |
| 1871             | 1877                   | Alexandre, Comte du Barry de Merval                 | Droite             | Propriétaire du château de Merval Maire de Brémontier-Merval |
| 1877             | 1888 (décès)           | Charles Joseph Duval                                | Républicain        | Docteur en médecine de la Faculté de Paris conseiller municipal de Gournay-en-Bray |
| 4 mars 1888      | 1931                   | Jules Gervais                                       | Républicain        | Industriel, propriétaire du château, maire d'Elbeuf-en-Bray, Député (1889-1898) - Sénateur (1900-1909)                                                                                           |
| 1931             | 1937                   | Maurice Gavrel                                      | Union nationale    | Éleveur à Saumont-la-Poterie, conseiller d'arrondissement |
| 1937             | 1940                   | Georges Heuillard,                                  | Rad.               | Directeur de coopérative agricole Maire de Neuf-Marché (1934 → 1952) |
|                  |                        |                                                     |                    | |
| 1943             | 1945                   | Robert Gavrel                                       |                    | Maire de Ferrières-en-Bray Nommé conseiller départemental en 1943 |
|                  |                        |                                                     |                    | |
| 1945             | 10 oct. 1952 (décès)   | Georges Heuillard,                                  | Rad.               | Directeur de coopérative agricole, résistant, déporté Maire de Neuf-Marché (1934 → 1952) Nommé à l'Assemblée consultative provisoire à Paris en 1945 Député de la Seine-Inférieure (1951 → 1952) |
| 23 novembre 1952 | 1987 (décès)           | Claude Heuillard (fils du précédent)                | Rad. puis UDF-Rad. | Négociant en grains Député de la Seine-Maritime (1958 → 1962) Maire de Neuf-Marché (1953 → 1972 et 1977 → 1982)                                                                                  |
| 1987             | 5 janvier 2011 (décès) | Alain Carment                                       | PS puis DVG        | Menuisier Maire de Gournay-en-Bray (1989 → 1995) Maire de Montroty (2008 → 2011) Président de la CC du canton de Gournay-en-Bray ( ? → 2011) Suppléant du député Alain Le Vern (1988-1993)       |
| janvier 2011     | 2015                   | Florence Legendre                                   | DVG                | Employée Adjointe au maire de Gournay-en-Bray (2000 → 2014 ) |

### Conseillers d'arrondissement (de 1833 à 1940)
| Période                                  | Période      | Identité                           | Étiquette       | Qualité |
| ---------------------------------------- | ------------ | ---------------------------------- | --------------- | --- |
| 1833                                     | 1840         | Jacques André Joseph Binet         |                 | Propriétaire à Brémontier-Merval                                                                            |
| 1840                                     | 1848         |                                    |                 | |
| 1848                                     | 1870         | Nicolas Bourgeois                  | Bonapartiste    | Notaire, maire de Gournay                                                                                   |
| 1870                                     | 1877         | Adalbert Henri Augustin de Laporte | Monarchiste     | Propriétaire du château d'Elbeuf-en-Bray                                                                    |
| 1877                                     | 1900 (décès) | Alexandre-Théodore Ménard-Guian    | Républicain     | Propriétaire, éleveur, maire de Ménerval, Président du Conseil d'arrondissement                             |
| 1900                                     | 1928         | Pierre-Louis Hénin                 | Rad.            | Maire de Molagnies                                                                                          |
| 1928                                     | 1931         | Maurice Gavrel                     | Union nationale | Éleveur à Saumont-la-Poterie                                                                                |
| 1931                                     | 1940         | Henri Rémy                         | Rad.            | |
| 1940                                     |              |                                    |                 | Les conseils d'arrondissement ont été suspendus par la loi du 12 octobre 1940 et n'ont jamais été réactivés |
| Les données manquantes sont à compléter. |              |                                    |                 | |

### Conseillers départementaux à partir de 2015
| Période élective | Période élective | Mandat     | Mandat     | Identité                          | Nuance | Nuance | Qualité |
| ---------------- | ---------------- | ---------- | ---------- | --------------------------------- | ------ | ------ | --- |
| 2015             | 2021             | 2015       | avril 2021 | Michel Lejeune (Mort en fonction) |        | LR     | Vétérinaire Maire de Forges-les-Eaux puis de la commune nouvelle de Forges-les-Eaux (1995 → 2021) Président de la CC de Forges-les-Eaux (2008 → 2016) Ancien conseiller général du Canton de Forges-les-Eaux (1995 → 2015) |
| 2015             | 2021             | avril 2021 | juin 2021  | Éric Picard                       |        | LR     | Chef d'entreprise Maire de Gournay-en-Bray (2014 →) Président de la CC des Quatre Rivières (2017 →) |
| 2015             | 2021             | 2015       | juin 2021  | Virginie Lucot-Avril              |        | LR     | Cadre commerciale Maire d'Aumale (2010 → ) Présidente de la CC du canton d'Aumale (2008 → 2016) Vice-présidente de la CC interégionale Aumale - Blangy-sur-Bresle (2017 → ) Ancienne conseillère générale du Canton d'Aumale (2011 → 2015) 5e vice-présidente chargée du développement numérique, Déléguée à l’arrondissement de Dieppe |
| 2021             | 2028             | 2021       | en cours   | Joël Decoudre                     |        | LR     | Artisan coiffeur retraité Premier adjoint au maire de Forges-les-Eaux |
| 2021             | 2028             | 2021       | en cours   | Virginie Lucot-Avril              |        | LR     | Conseillère sortante, 5e vice-présidente chargée du Développement numérique des territoires Sénatrice de la Seine-Maritime (2024 → ) |

À l'issue du 1er tour des élections départementales de 2015, deux binômes sont en ballotage : Michel Lejeune et Virginie Lucot-Avril (Union de la Droite, 40,42 %) et Hélène Le Jeune et Gilles Patitucci (FN, 35,44 %). Le taux de participation est de 53,27 % (14 707 votants sur 27 607 inscrits) contre 49,48 % au niveau départemental et 50,17 % au niveau national.
Au second tour, Michel Lejeune et Virginie Lucot-Avril (Union de la Droite) sont élus avec 58,36 % des suffrages exprimés et un taux de participation de 52,51 % (7 600 voix pour 14 505 votants et 27 621 inscrits).
Michel Lejeune décède en cours de mandat fin avril 2021 et est remplacé par son suppléant Éric Picard jusqu'à la fin du mandat de juin 2021.

## Composition

### Composition avant 2015
Le canton comptait 16 communes.
| Nom                         | Code Insee | Codepostal | Superficie (km2) | Population (dernière pop. légale) | Densité (hab./km2) |
| --------------------------- | ---------- | ---------- | ---------------- | --------------------------------- | ------------------ |
| Gournay-en-Bray (chef-lieu) | 76312      | 76220      | 10,40            | 6 402 (2011)                      | 616                |
| Avesnes-en-Bray             | 76048      | 76220      | 11,90            | 319 (2012)                        | 27                 |
| Bézancourt                  | 76093      | 76220      | 17,59            | 338 (2012)                        | 19                 |
| Bosc-Hyons                  | 76124      | 76220      | 5,63             | 421 (2012)                        | 75                 |
| Brémontier-Merval           | 76142      | 76220      | 17,17            | 480 (2012)                        | 28                 |
| Cuy-Saint-Fiacre            | 76208      | 76220      | 9,63             | 636 (2012)                        | 66                 |
| Dampierre-en-Bray           | 76209      | 76220      | 12,82            | 459 (2012)                        | 36                 |
| Doudeauville                | 76218      | 76220      | 3,94             | 90 (2012)                         | 23                 |
| Elbeuf-en-Bray              | 76229      | 76220      | 10,65            | 409 (2012)                        | 38                 |
| Ernemont-la-Villette        | 76242      | 76220      | 7,46             | 193 (2012)                        | 26                 |
| Ferrières-en-Bray           | 76260      | 76220      | 15,88            | 1 645 (2012)                      | 104                |
| Gancourt-Saint-Étienne      | 76297      | 76220      | 12,48            | 231 (2012)                        | 19                 |
| Ménerval                    | 76423      | 76220      | 12,43            | 189 (2012)                        | 15                 |
| Molagnies                   | 76440      | 76220      | 4,65             | 179 (2012)                        | 38                 |
| Montroty                    | 76450      | 76220      | 10,79            | 269 (2012)                        | 25                 |
| Neuf-Marché                 | 76463      | 76220      | 17,71            | 696 (2012)                        | 39                 |

### Composition depuis 2015
Le canton de Gournay-en-Bray comprend soixante-sept communes entières.
| Nom                                     | Code Insee | Intercommunalité                             | Superficie (km2) | Population (dernière pop. légale) | Densité (hab./km2) | Modifier                                    |
| --------------------------------------- | ---------- | -------------------------------------------- | ---------------- | --------------------------------- | ------------------ | ------------------------------------------- |
| Gournay-en-Bray (bureau centralisateur) | 76312      | CC des Quatre Rivières                       | 10,40            | 5 834 (2022)                      | 561                | modifier les données · modifier les données |
| Argueil                                 | 76025      | CC des Quatre Rivières                       | 6,95             | 348 (2022)                        | 50                 | modifier les données · modifier les données |
| Aubéguimont                             | 76028      | CC interrégionale Aumale - Blangy-sur-Bresle | 4,85             | 177 (2022)                        | 36                 | modifier les données · modifier les données |
| Aumale                                  | 76035      | CC interrégionale Aumale - Blangy-sur-Bresle | 9,06             | 1 985 (2022)                      | 219                | modifier les données · modifier les données |
| Avesnes-en-Bray                         | 76048      | CC des Quatre Rivières                       | 11,90            | 284 (2022)                        | 24                 | modifier les données · modifier les données |
| Beaubec-la-Rosière                      | 76060      | CC des Quatre Rivières                       | 12,97            | 462 (2022)                        | 36                 | modifier les données · modifier les données |
| Beaussault                              | 76065      | CC des Quatre Rivières                       | 18,30            | 411 (2022)                        | 22                 | modifier les données · modifier les données |
| Beauvoir-en-Lyons                       | 76067      | CC des Quatre Rivières                       | 33,29            | 630 (2022)                        | 19                 | modifier les données · modifier les données |
| La Bellière                             | 76074      | CC des Quatre Rivières                       | 4,54             | 50 (2022)                         | 11                 | modifier les données · modifier les données |
| Bézancourt                              | 76093      | CC des Quatre Rivières                       | 17,59            | 362 (2022)                        | 21                 | modifier les données · modifier les données |
| Bosc-Hyons                              | 76124      | CC des Quatre Rivières                       | 5,63             | 420 (2022)                        | 75                 | modifier les données · modifier les données |
| Brémontier-Merval                       | 76142      | CC des Quatre Rivières                       | 17,17            | 430 (2022)                        | 25                 | modifier les données · modifier les données |
| Le Caule-Sainte-Beuve                   | 76166      | CC interrégionale Aumale - Blangy-sur-Bresle | 16,71            | 479 (2022)                        | 29                 | modifier les données · modifier les données |
| La Chapelle-Saint-Ouen                  | 76171      | CC des Quatre Rivières                       | 7,85             | 143 (2022)                        | 18                 | modifier les données · modifier les données |
| Compainville                            | 76185      | CC des Quatre Rivières                       | 6,36             | 166 (2022)                        | 26                 | modifier les données · modifier les données |
| Conteville                              | 76186      | CC interrégionale Aumale - Blangy-sur-Bresle | 13,71            | 504 (2022)                        | 37                 | modifier les données · modifier les données |
| Criquiers                               | 76199      | CC interrégionale Aumale - Blangy-sur-Bresle | 23,55            | 714 (2022)                        | 30                 | modifier les données · modifier les données |
| Croisy-sur-Andelle                      | 76201      | CC des Quatre Rivières                       | 3,83             | 517 (2022)                        | 135                | modifier les données · modifier les données |
| Cuy-Saint-Fiacre                        | 76208      | CC des Quatre Rivières                       | 9,63             | 631 (2022)                        | 66                 | modifier les données · modifier les données |
| Dampierre-en-Bray                       | 76209      | CC des Quatre Rivières                       | 12,82            | 448 (2022)                        | 35                 | modifier les données · modifier les données |
| Doudeauville                            | 76218      | CC des Quatre Rivières                       | 3,94             | 110 (2022)                        | 28                 | modifier les données · modifier les données |
| Elbeuf-en-Bray                          | 76229      | CC des Quatre Rivières                       | 10,65            | 393 (2022)                        | 37                 | modifier les données · modifier les données |
| Ellecourt                               | 76233      | CC interrégionale Aumale - Blangy-sur-Bresle | 4,45             | 156 (2022)                        | 35                 | modifier les données · modifier les données |
| Ernemont-la-Villette                    | 76242      | CC des Quatre Rivières                       | 7,46             | 210 (2022)                        | 28                 | modifier les données · modifier les données |
| Ferrières-en-Bray                       | 76260      | CC des Quatre Rivières                       | 15,88            | 1 675 (2022)                      | 105                | modifier les données · modifier les données |
| La Ferté-Saint-Samson                   | 76261      | CC des Quatre Rivières                       | 19,05            | 446 (2022)                        | 23                 | modifier les données · modifier les données |
| La Feuillie                             | 76263      | CC des Quatre Rivières                       | 39,76            | 1 245 (2022)                      | 31                 | modifier les données · modifier les données |
| Forges-les-Eaux                         | 76276      | CC des Quatre Rivières                       | 15,33            | 3 653 (2022)                      | 238                | modifier les données · modifier les données |
| Fry                                     | 76292      | CC des Quatre Rivières                       | 8,03             | 140 (2022)                        | 17                 | modifier les données · modifier les données |
| Gaillefontaine                          | 76295      | CC des Quatre Rivières                       | 26,23            | 1 161 (2022)                      | 44                 | modifier les données · modifier les données |
| Gancourt-Saint-Étienne                  | 76297      | CC des Quatre Rivières                       | 12,48            | 226 (2022)                        | 18                 | modifier les données · modifier les données |
| Grumesnil                               | 76332      | CC des Quatre Rivières                       | 11,16            | 480 (2022)                        | 43                 | modifier les données · modifier les données |
| La Hallotière                           | 76338      | CC des Quatre Rivières                       | 3,75             | 204 (2022)                        | 54                 | modifier les données · modifier les données |
| Haucourt                                | 76343      | CC des Quatre Rivières                       | 10,18            | 192 (2022)                        | 19                 | modifier les données · modifier les données |
| Haudricourt                             | 76344      | CC interrégionale Aumale - Blangy-sur-Bresle | 29,98            | 456 (2022)                        | 15                 | modifier les données · modifier les données |
| Haussez                                 | 76345      | CC des Quatre Rivières                       | 13,15            | 277 (2022)                        | 21                 | modifier les données · modifier les données |
| La Haye                                 | 76352      | CC des Quatre Rivières                       | 6,74             | 368 (2022)                        | 55                 | modifier les données · modifier les données |
| Hodeng-Hodenger                         | 76364      | CC des Quatre Rivières                       | 11,54            | 281 (2022)                        | 24                 | modifier les données · modifier les données |
| Illois                                  | 76372      | CC interrégionale Aumale - Blangy-sur-Bresle | 14,54            | 391 (2022)                        | 27                 | modifier les données · modifier les données |
| Landes-Vieilles-et-Neuves               | 76381      | CC interrégionale Aumale - Blangy-sur-Bresle | 7,09             | 125 (2022)                        | 18                 | modifier les données · modifier les données |
| Longmesnil                              | 76393      | CC des Quatre Rivières                       | 3,86             | 46 (2022)                         | 12                 | modifier les données · modifier les données |
| Marques                                 | 76411      | CC interrégionale Aumale - Blangy-sur-Bresle | 13,05            | 236 (2022)                        | 18                 | modifier les données · modifier les données |
| Mauquenchy                              | 76420      | CC des Quatre Rivières                       | 12,64            | 364 (2022)                        | 29                 | modifier les données · modifier les données |
| Ménerval                                | 76423      | CC des Quatre Rivières                       | 12,43            | 173 (2022)                        | 14                 | modifier les données · modifier les données |
| Mésangueville                           | 76426      | CC des Quatre Rivières                       | 10,55            | 155 (2022)                        | 15                 | modifier les données · modifier les données |
| Le Mesnil-Lieubray                      | 76431      | CC des Quatre Rivières                       | 5,94             | 94 (2022)                         | 16                 | modifier les données · modifier les données |
| Mesnil-Mauger                           | 76432      | CC des Quatre Rivières                       | 8,28             | 244 (2022)                        | 29                 | modifier les données · modifier les données |
| Molagnies                               | 76440      | CC des Quatre Rivières                       | 4,65             | 209 (2022)                        | 45                 | modifier les données · modifier les données |
| Montroty                                | 76450      | CC des Quatre Rivières                       | 10,79            | 255 (2022)                        | 24                 | modifier les données · modifier les données |
| Morienne                                | 76606      | CC interrégionale Aumale - Blangy-sur-Bresle | 8,91             | 186 (2022)                        | 21                 | modifier les données · modifier les données |
| Morville-le-Héron                       | 76455      | CC des Quatre Rivières                       | 15,89            | 543 (2022)                        | 34                 | modifier les données · modifier les données |
| Neuf-Marché                             | 76463      | CC des Quatre Rivières                       | 17,71            | 647 (2022)                        | 37                 | modifier les données · modifier les données |
| Nolléval                                | 76469      | CC des Quatre Rivières                       | 9,93             | 417 (2022)                        | 42                 | modifier les données · modifier les données |
| Nullemont                               | 76479      | CC interrégionale Aumale - Blangy-sur-Bresle | 5,65             | 150 (2022)                        | 27                 | modifier les données · modifier les données |
| Pommereux                               | 76505      | CC des Quatre Rivières                       | 5,39             | 94 (2022)                         | 17                 | modifier les données · modifier les données |
| Richemont                               | 76527      | CC interrégionale Aumale - Blangy-sur-Bresle | 10,69            | 443 (2022)                        | 41                 | modifier les données · modifier les données |
| Roncherolles-en-Bray                    | 76535      | CC des Quatre Rivières                       | 14,37            | 457 (2022)                        | 32                 | modifier les données · modifier les données |
| Ronchois                                | 76537      | CC interrégionale Aumale - Blangy-sur-Bresle | 8,62             | 182 (2022)                        | 21                 | modifier les données · modifier les données |
| Rouvray-Catillon                        | 76544      | CC des Quatre Rivières                       | 12,22            | 226 (2022)                        | 18                 | modifier les données · modifier les données |
| Saint-Lucien                            | 76601      | CC des Quatre Rivières                       | 8,71             | 233 (2022)                        | 27                 | modifier les données · modifier les données |
| Saint-Michel-d'Halescourt               | 76623      | CC des Quatre Rivières                       | 4,81             | 119 (2022)                        | 25                 | modifier les données · modifier les données |
| Saumont-la-Poterie                      | 76666      | CC des Quatre Rivières                       | 15,94            | 413 (2022)                        | 26                 | modifier les données · modifier les données |
| Serqueux                                | 76672      | CC des Quatre Rivières                       | 5,76             | 948 (2022)                        | 165                | modifier les données · modifier les données |
| Sigy-en-Bray                            | 76676      | CC des Quatre Rivières                       | 18,46            | 487 (2022)                        | 26                 | modifier les données · modifier les données |
| Le Thil-Riberpré                        | 76691      | CC des Quatre Rivières                       | 10,09            | 239 (2022)                        | 24                 | modifier les données · modifier les données |
| Vieux-Rouen-sur-Bresle                  | 76739      | CC interrégionale Aumale - Blangy-sur-Bresle | 14,92            | 583 (2022)                        | 39                 | modifier les données · modifier les données |
| Canton de Gournay-en-Bray               | 7612       |                                              | 788,76           | 35 327 (2022)                     | 45                 | modifier les données                        |

## Démographie

### Démographie avant 2015
| 1962   | 1968   | 1975   | 1982   | 1990   | 1999   | 2006   | 2011   | 2012   |
| ------ | ------ | ------ | ------ | ------ | ------ | ------ | ------ | ------ |
| 10 588 | 10 909 | 11 350 | 11 273 | 11 490 | 11 952 | 12 504 | 12 958 | 12 963 |

### Démographie depuis 2015
En 2022, le canton comptait 35 327 habitants, en évolution de −2,98 % par rapport à 2016 (Seine-Maritime : +0,35 %, France hors Mayotte : +2,11 %).
| 2013   | 2018   | 2022   |
| ------ | ------ | ------ |
| 36 980 | 35 967 | 35 327 |